# Cheirodontops geayi
Cheirodontops geayi es una especie de peces de la familia Characidae en el orden de los Characiformes, es la única especie del género Cheirodontops.

## Morfología
Los machos pueden llegar alcanzar los 4 cm de longitud  total.

## Hábitat
Vive en zonas de clima tropical.

## Distribución geográfica
Se encuentran en Sudamérica:  cuenca del río Orinoco.